# 澤野ひとみ
澤野 ひとみ（さわの ひとみ、1985年10月30日 - ）は日本のファッションモデル。元レプロエンタテインメント所属。

## 来歴
ファッション雑誌『CanCam』（小学館）、『AneCan』（小学館）の専属モデルとして活動していた。

## 人物

### 趣味
美容に関すること、映画・音楽・DVD鑑賞、ショッピング、海外旅行

### 特技
書道、ジャズダンス

### 資格
英語検定2級

## 出演

### バラエティ
- めざましテレビ（2005年10月 - 2006年10月、フジテレビ）- 早耳トレンドNo.1-早耳ムスメ
- アドレな!ガレッジ（2007年6月12日、テレビ朝日）
- 旅美人（2008年2月5日、2月12日・2月19日・2月26日、フジテレビ）
- 映画の達人（2008年4月17日、フジテレビ）
- FUTURE TRACKS→R(2009年3月19日、テレビ朝日）
- チャンネルΣ(2009年7月4日、フジテレビ）-「めざせ!カラダ美人 噂の美的アイテム大調査SP」
- ハケンOLは見た!(2010年11月8日・12月6日・2011年1月10日・5月16日、テレビ東京)
- ロンドンハーツ 3時間スペシャル(2013年2月5日、テレビ朝日)

#### ドラマ
- パパとムスメの7日間（2007年7月8日、TBS系）
- 続・セレぶり3 〜もっと必死にセレぶりたい!〜（2009年8月8日、テレビ東京）シーズン2 第4話
- The Hills（2009年8月20日、8月27日、9月3日、テレビ東京）

### CM
- 日本ケンタッキーフライドチキン　ローストチキンと5種の野菜ラップ（2010年）
- 共立美容外科・歯科 フラメンコ篇[4]（2015年）

### PV
- Crystal Kay『Kiss』（2005年1月26日）
- バブルガム・ブラザーズ『Daddy's Party Night 〜懲りないオヤジの応援歌〜』（2008年12月3日）

### ショー
- 東京ガールズコレクション
- GirlsAward
- 東京コレクション

### イベント
- 松山春まつり[1]（2009年4月5日）
- 山形花笠まつり[1](2009年8月)

## 書籍

### 雑誌連載
- CanCam（小学館）- 専属モデル
- AneCan（小学館）- 専属モデル（2007年4月号 - 2011年3月号）